# 北仓门蚕丝仓库
31°35′03″N 120°18′15″E / 31.58411°N 120.30410°E
北仓门蚕丝仓库位于中国江苏省无锡市梁溪区北仓门37号，为无锡古运河畔规模最大的仓库旧址，江苏省文物保护单位。

## 沿革
仓库由两栋独立的三层建筑组成，采用大跨度的砖木结构。该建筑由汪精卫政权为控制周边蚕丝贸易而建造，曾一度被侵华日军改为粮仓，2004年被改为文化创意产业园区北仓门生活艺术中心。该建筑为无锡较有代表性的民族工商业历史遗存之一，并列入首批工业遗产保护名录。